# Enterre mon cœur à Wounded Knee
Enterre mon cœur à Wounded Knee : La longue marche des Indiens vers la mort (titre original : Bury My Heart at Wounded Knee: An Indian History of the American West) est un livre historique de l'écrivain et historien américain Dee Brown, publié en anglais aux États-Unis en 1970 et traduit en français par Gisèle Bernier en 1973. Une seconde traduction française, par Nathalie Cunnington, est publiée en 2009 avec un nouveau sous-titre : Enterre mon cœur à Wounded Knee : Une histoire américaine (1860-1890).
L'œuvre couvre l'histoire des Amérindiens dans l'Ouest américain à la fin du XIXe siècle. Elle conte de façon précise l'histoire de l'expansionnisme américain d'un point de vue critique quant à ses effets sur les autochtones d'Amérique. Brown décrit le déplacement des Amérindiens à travers des réinstallations forcées et les années de guerre menées par le gouvernement fédéral des États-Unis. Les agissements du gouvernement sont décrits comme un effort continu pour détruire la culture, la religion et le mode de vie des peuples amérindiens. Le livre de 1881 d'Helen Hunt Jackson, A Century of Dishonor, est souvent considéré comme un précurseur, un siècle plus tôt, du livre de Dee Brown.
Avant l'écriture de Enterre mon cœur à Wounded Knee, Brown a étudié l'histoire de la conquête de l'Ouest. Ayant grandi dans l'Arkansas, il développe un vif intérêt pour l'Ouest américain, et au cours de ses études supérieures à l'Université George Washington et de sa carrière de bibliothécaire au Département américain de l'agriculture puis à l'Université de l'Illinois à Urbana-Champaign, il écrit de nombreux ouvrages sur le sujet. Les œuvres de Brown sont toutes consacrées à l'Ouest américain et vont de la fiction (western) à l'histoire en passant par les livres pour enfants. De nombreux livres de Brown tournent autour de sujets similaires à propos des Amérindiens, notamment son Showdown at Little Bighorn (1964) et The Fetterman Massacre (1974).
Bury My Heart at Wounded Knee est publié pour la première fois en anglais en 1970 avec des critiques généralement très bonnes. Publié à une époque où l'activisme amérindien était très actif, le livre a sans cesse été réimprimé depuis et a eu un fort impact sur la prise de conscience de la société américaine. Le livre a été traduit en 17 langues et vendu à plus de 6 millions d'exemplaire à travers le monde.
Le titre est tiré de la dernière phrase d'un poème du XXe siècle de Stephen Vincent Benét intitulé American Names. La citation complète, « Je ne serai pas là. Je me lèverai et passerai. Enterre mon cœur à Wounded Knee », apparaît au début du livre de Brown. Bien que le poème de Benét ne traite pas du sort des Amérindiens, Wounded Knee est célèbre pour être le site de la dernière attaque majeure par l'armée américaine à l'encontre des populations amérindiennes. C'est également l'un des nombreux emplacements proposés pour situer la tombe du chef Crazy Horse.

## Résumé

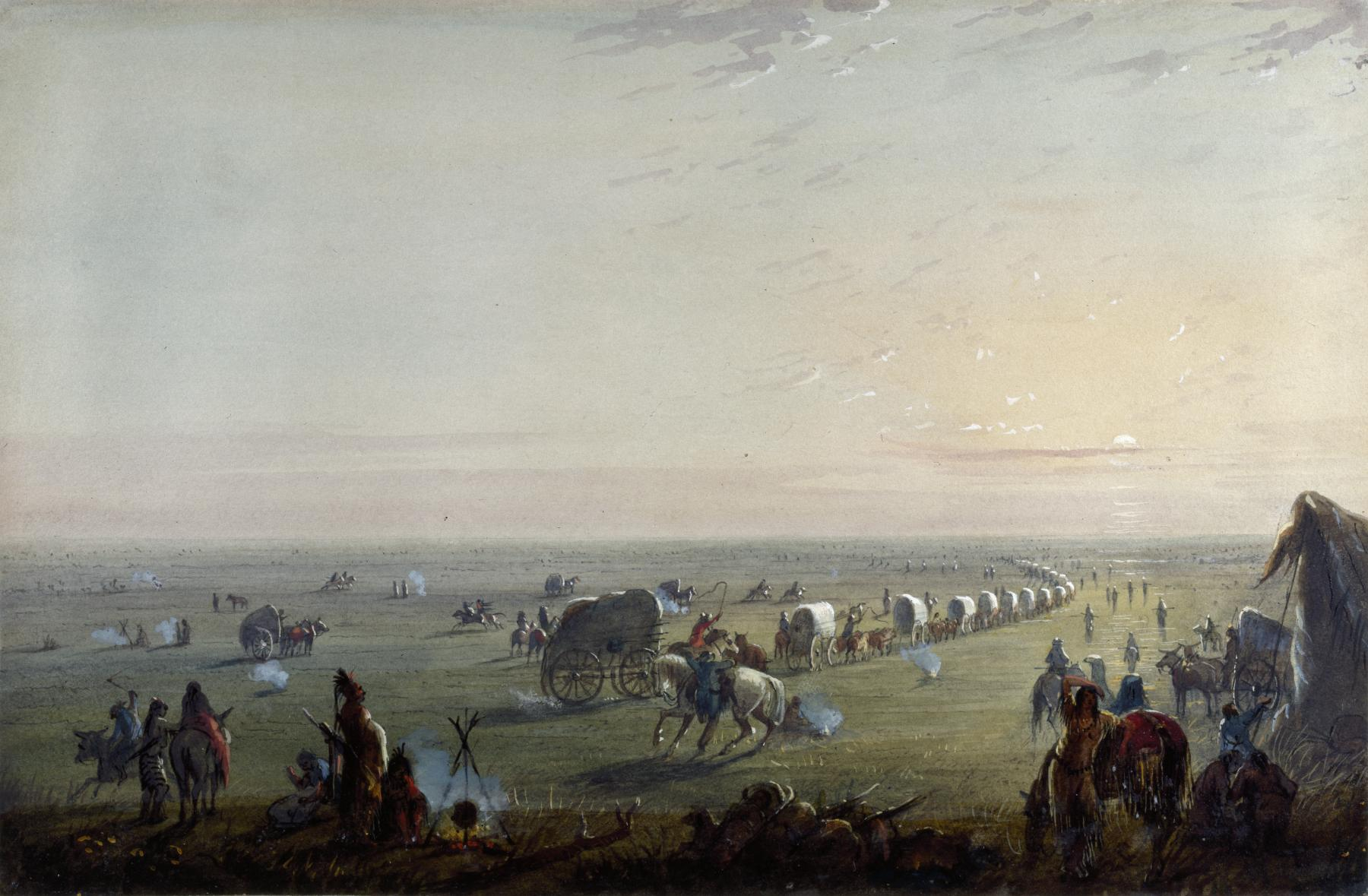
Convoi de colons américains vers l'Ouest, Alfred Jacob Miller, c. 1858.

Dans le premier chapitre, Brown présente une brève histoire de la découverte et de la colonisation de l'Amérique, de 1492 au soulèvement amérindien qui commence en 1860. Il souligne le comportement initialement doux et pacifique des autochtones envers les Européens, en particulier leur manque de résistance aux premiers efforts coloniaux d'européanisation. Ce n'est qu'avec l'afflux supplémentaire de colons européens, l'empiétement progressif et finalement la saisie des terres indigènes par « l'homme blanc » que les peuples autochtones commencent à résister.
Brown complète son aperçu initial en décrivant brièvement les accrochages avant 1860 qui impliquent l'expansion américaine et la déportation des Amérindiens, en commençant par la défaite des Wampanoags et Narragansetts, des Iroquois et des Cherokees. Il décrit également l'établissement de l'Ouest en tant « frontière indienne permanente » et les ultimes tentatives de repousser celle-ci comme moyen d'atteindre la destinée manifeste.
Dans chacun des chapitres suivants, Brown fournit une description détaillée d'un événement important, après 1860, dans la conquête de l'Ouest américain ou l'éradication des Amérindiens, en se concentrant tour à tour sur la ou les tribus spécifiques impliquées dans l'événement. Dans son récit, Brown parle principalement de tribus telles que les Navajos, les Santee Dakotas, les Hunkpapa Lakotas, les Oglala Lakotas, les Cheyennes et les Apaches. Il aborde plus rapidement les sujets concernant les Arapahos, les Modocs, les Kiowas, les Comanches, les Nez-Percés, les Poncas, les Utes et les Minneconjou Lakotas.

## Contexte historique

### Mouvement civique amérindien

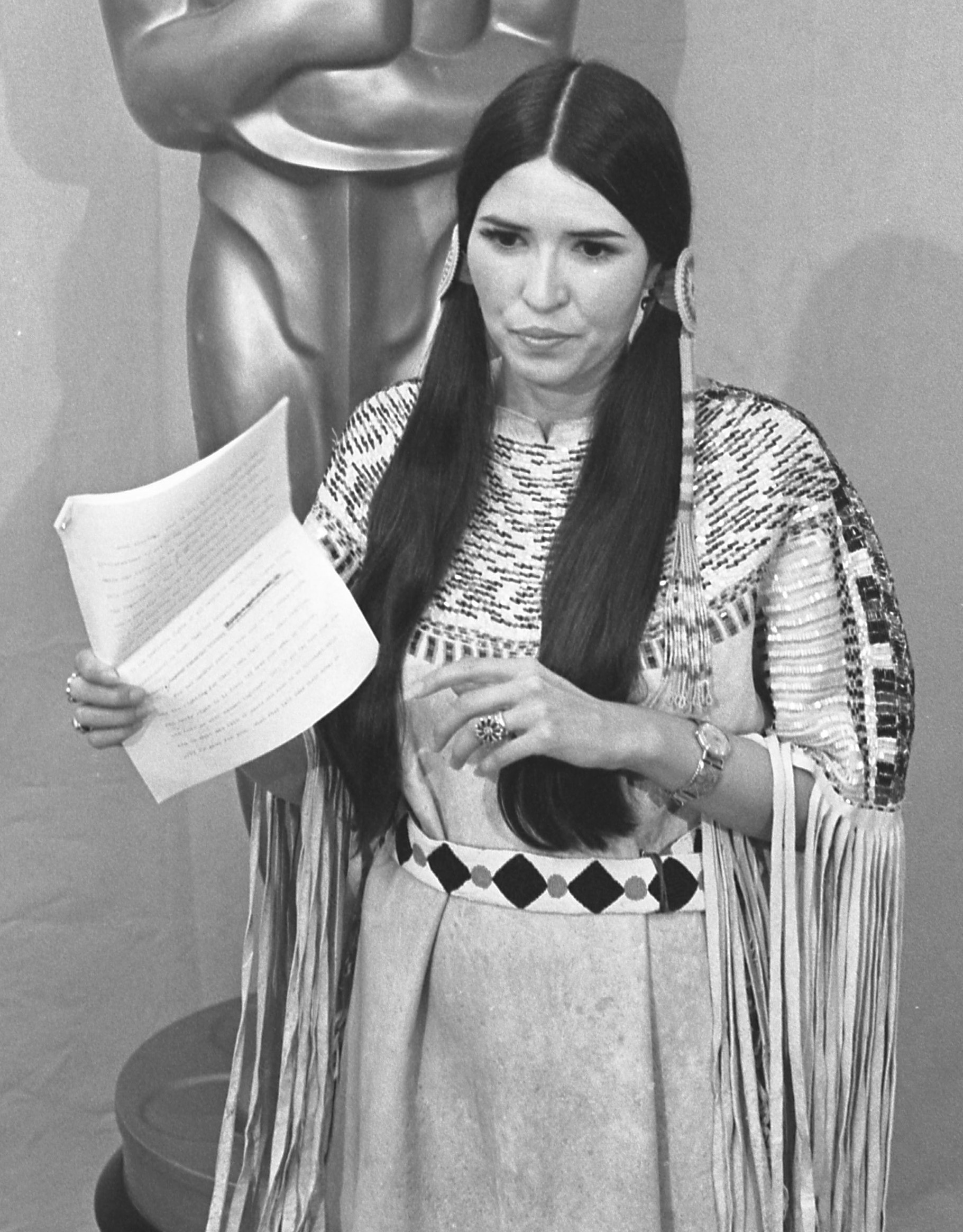
Sacheen Littlefeather, militante de l'AIM, refusant l'oscar du meilleur acteur au nom de Marlon Brando, le 27 mars 1973.

Bury My Heart at Wounded Knee est publié moins de trois ans après la création de l'American Indian Movement (AIM) à Minneapolis en 1968. L'AIM se mobilise pour alerter sur les problèmes amérindiens contemporains et pour rassembler la population d'origine amérindienne qui serait trop divisée, prenant en exemple les mouvements pour les droits civiques et pour la protection de l'environnement qui réussissent à obtenir un certain soutien dans la société de l'époque. La publication du livre de Brown intervient au plus fort de l'activisme de l'AIM et devient un incontournable pour ses militants, le livre servant d'étendard pour exhiber aux yeux du mondes les stigmates des populations amérindiennes. En 1969, l'AIM occupe l'île d'Alcatraz pendant 19 mois dans l'espoir de récupérer des terres amérindiennes après l'incendie du centre culturel indien de San Francisco.
En février 1973, moins de trois ans après la sortie du livre de Brown, l'AIM, en compagnie des tribus Oglala et Sicangu Lakota voisines, prend part à une occupation de 71 jours du poste d'entrée de Wounded Knee pour protester contre la gouvernance de Richard Wilson, président de la Réserve indienne de Pine Ridge. L'occupation a un retentissement national et se solde par la mort de deux autochtones et de nombreux blessés dont deux marshals du gouvernement fédéral. Le procès qui en résulte en 1974 se termine par le rejet de toutes les accusations en raison de la découverte de divers actes de mauvaise conduite de la part de la gouvernance de la réserve.

### Guerre du Vietnam
Au moment de la publication du livre, les États-Unis sont engagés dans la guerre du Vietnam. Les actions de l'armée américaine au Vietnam sont fréquemment critiquées dans les médias et les revues critiques du livre de Brown établissent des comparaisons entre son contenu et ce qui est montré à l'époque dans les médias. La principale comparaison faite est la similitude entre les massacres et atrocités commises contre les Amérindiens à la fin du XIXe siècle et le massacre de centaines de civils à Mỹ Lai pour lequel vingt-cinq soldats de l'armée américaine sont inculpés. L'auteur amérindien N. Scott Momaday, dans sa critique du livre, est d'accord avec la viabilité de la comparaison, déclarant que « Après avoir lu M. Brown, on a une meilleure compréhension de ce qui harcèle parfois la conscience américaine (à notre crédit éternel) et de cette moralité qui informe et fusionne des événements si éloignés dans le temps et dans l'espace que les massacres de Wounded Knee et de My Lai,. »
Trente ans plus tard, dans une préface de Hampton Sides pour une nouvelle édition du livre, celui-ci affirme que les événements de Mỹ Lai ont eu un impact puissant sur le succès du récit de Brown. Il écrit que « Enterre mon cœur a atterri sur le perron de l'Amérique au beau milieu d'une guerre du Vietnam angoissante, juste après que les révélations du massacre de Mỹ Lai aient plongé la nation dans un doute profond. Voici un livre rempli d'une centaine de Mỹ Lai, un livre qui a exploré les racines sombres de l'arrogance américaine tout en portant un coup presque mortel à notre mythe populaire le plus cher. »

## Accueil critique
Enterre mon cœur à Wounded Knee reçoit des critiques très positives lors de sa sortie. Le magazine Time passe en revue le livre :

« Au cours de la dernière décennie, après près d'un siècle d'art de saloon et d'opéras équestres qui ont idéalisé les combattants indiens et les colons blancs, les Américains ont commencé à développer un sens raisonnablement aigu des injustices et des humiliations subies par les Indiens. Mais les détails de la façon dont l'Ouest a été conquis ne font pas vraiment partie de la conscience américaine... Dee Brown, historien du western et bibliothécaire en chef à l'Université de l'Illinois, tente maintenant d'équilibrer les comptes. Avec le zèle d'un enquêteur de l'IRS, il parcourt scrupuleusement les livres oubliés de l'histoire des États-Unis. Compilé à partir de sources anciennes mais rarement exploitées additionné d'un regard neuf sur des documents gouvernementaux poussiéreux, Enterre mon cœur à Wounded Knee recense les promesses et traités non tenus, les provocations, les massacres, les politiques discriminatoires et la diplomatie condescendante. »

Dans le New York Times, l'auteur amérindien N. Scott Momaday, qui reçut le prix Pulitzer en 1969, note que le livre contient une solide documentation de sources originales, telles que les archives du conseil et des descriptions de première main. Il déclare qu' « il est, en fait, extraordinaire à plusieurs égards » et de plus complimente l'écriture de Brown en disant que « le livre est une histoire, un récit entier d'une intégrité singulière et d'une continuité précise; c'est ce qui rend le livre si difficile à reposer, même quand on est arrivé à la fin ». L'anthropologue Peter Farb passe en revue le livre en 1971 dans The New York Review of Books : « Les guerres indiennes se sont révélées être les sales meurtres qu'elles étaient». D'autres critiques n'arrivent pas à croire que le livre n'est pas écrit par un Amérindien et que Dee Brown est un « homme blanc », tellement la perspective autochtone du livre semble réelle.
Malgré l'accueil général favorable par les journalistes et le grand public, certains universitaires tels que Francis Paul Prucha critique le livre pour son manque de références pour une grande partie du contenu, à l'exception des citations directes. Il déclare également que le contenu est sélectionné pour présenter un point de vue en particulier, plutôt que pour être équilibré, et que le récit des relations entre le gouvernement américain et les Amérindiens souffre de ne pas être placé dans le contexte de ce qui se passait à la même époque au sein du gouvernement et dans le pays. Le professeur d'histoire de l'Université de Californie à Davis, Ari Kelman, critique le livre pour avoir prétendument perpétué le mythe des « Indiens disparus », y voyant « [un] travail extrêmement populaire de révisionnisme historique dans le but de documenter un passé indien dynamique, Enterre mon cœur à Wounded Knee a plutôt réduit l'histoire autochtone au déclin, à la destruction et à la disparition », affirmant également que « Dee Brown, quelles que soient ses bonnes intentions quant à la représentation de l'histoire et des peuples autochtones, a récapitulé la rhétorique désuète sur la disparition des Indiens ».
Brown est sincère dans ses intentions de présenter l'histoire de la conquête de l'Ouest du point de vue des Amérindiens - « ses victimes », comme il l'écrit. Il fait remarquer que « les Américains qui ont toujours regardé vers l'ouest lorsqu'ils lisent sur cette période devraient lire ce livre en se tournant face à l'est. »
Le livre devient un symbole pour l'activisme amérindien des années 1970 pour faire reconnaître ce que leurs ancêtres ont subi et exiger des réformes au niveau des droits civiques. Le livre produit un fort impact sur la société américaine et entraîne une prise de conscience de celle-ci sur son passé.
Le livre reste sur les listes américaines de meilleurs ventes pendant plus d'un an après sa sortie en version cartonnée et il se voit régulièrement réimprimé jusqu'à aujourd'hui. Traduit dans au moins dix-sept langues, il s'est vendu à plus de six millions d'exemplaires dans le monde et reste encore populaire aujourd'hui.

## Adaptations

### Téléfilm
HBO Films produit une adaptation télévisuelle portant le même titre que le livre de Brown afin de le diffuser sur son réseau HBO. Le film met en vedette Adam Beach, Aidan Quinn, Anna Paquin et August Schellenberg avec une apparition en cameo de l'acteur et ancien sénateur américain Fred Thompson dans le rôle du président Grant. Il est diffusé pour la première fois sur la chaîne HBO le 27 mai 2007 et couvre à peu près les deux derniers chapitres du livre de Brown, se concentrant sur le récit des tribus Lakota menant à la mort de Sitting Bull et au massacre de Wounded Knee. Le téléfilm reçoit 17 nominations aux Primetime Emmy Awards et remporte six prix, dont la catégorie Outstanding Made For Television Movie. Il reçoit également des nominations pour trois Golden Globe Awards, deux Satellite Awards et un Screen Actors Guild Award.

### Littérature jeunesse
L'auteur de Lincoln's Last Days, Dwight Jon Zimmerman, adapte le livre de Brown pour enfants dans son ouvrage intitulé The Saga of the Sioux. Le récit traite uniquement de la tribu Sioux en tant qu'exemple représentatif de l'histoire complète racontée dans Enterre mon cœur à Wounded Knee. Il est écrit du point de vue des chefs et guerriers Sioux de 1860 jusqu'au massacre de Wounded Knee. Le livre comprend de nombreuses photographies, illustrations et cartes à l'appui du récit, dans le but de séduire un lectorat de niveau collège.